# Taús
Taús és un nucli de població del municipi de les Valls d'Aguilar, a l'Alt Urgell. Havia estat cap d'un municipi de 35,28 km², que el 1972 fou annexat al de Noves de Segre creant les Valls d'Aguilar i actualment és una entitat municipal descentralitzada d'aquest municipi que agrupa els nuclis de Taús i els Castells.
El poble de Taús es troba al sector més occidental del municipi i comprèn la capçalera del riu Major. Fora el nucli hi ha l'ermita romànica de Sant Martí de Taús, mentre a dins del poble hi ha una església d'època moderna, l'església de Sant Julià, d'una sola nau amb absis rectangular i datada al tercer quart del segle xviii.

## Església o ermita de Sant Martí de Taús
L'ermita romànica de Sant Martí de Taús forma part de la Via Romànica, ruta transfronterera del romànic pirinenc.

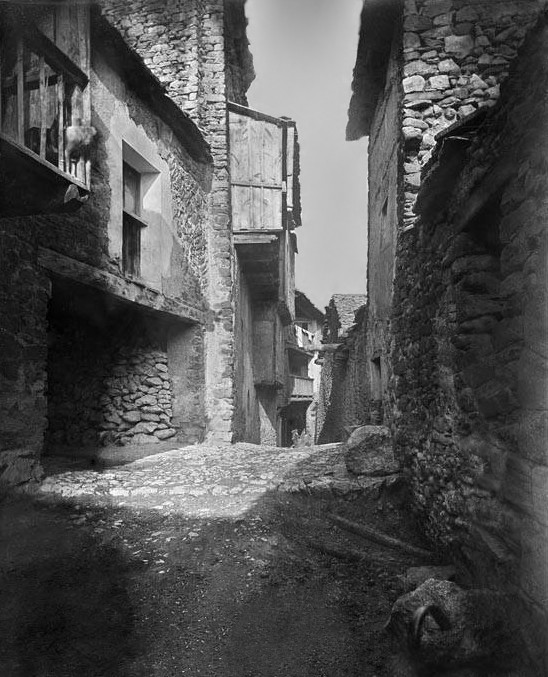
Carrer de Taús en una imatge de 1892

L'edifici és d'una sola nau, coberta amb volta de canó, de perfil lleugerament apuntat i reforçada per dos arcs torals que arrenquen de pilastres adossades als murs i que es perllonguen a l'exterior de l'edifici a la cara nord.
L'absis de base semicircular és precedit per un arc presbiteral en el qual s'obren dos nínxols rectangulars. Hi ha dues finestres de doble esqueixada, una al mur sud i una altra al centre de l'absis. La porta original en arc de mig punt, es trobava a la façana sud i donava accés al cementiri i on actualment hi ha una finestra. L'accés actual està situat a la façana de ponent. Durant la Guerra Civil Espanyola, es van cremar el retaule i la Mare de Déu romànica.

## Història
El poble de Taús i l'ermita de Sant Martí es troben documentats per primer cop en un testament de l'any 1094.

## Demografia
| Entitat de població | Habitants (2019) |
| ------------------- | ---------------- |
| Taús                | 26               |
| Castells, els       | 7                |
| Font: Idescat       |                  |